# Dolmen de la Vernhiette
Le dolmen de la Vernhiette est un dolmen situé à Gaillac-d'Aveyron, en France.

## Localisation
Le dolmen est situé sur la commune de Gaillac-d'Aveyron, dans le département français de l'Aveyron.

## Historique
L'édifice est classé au titre des monuments historiques en 1989.